# 東ネグロス州

ネグロス・オリエンタル州

東ネグロス州（ひがしネグロスしゅう、ネグロスオリエンタル州、Province of Negros Oriental）は、フィリピンのネグロス島地方に属するネグロス島の東半分を占める州である。州都はドゥマゲテ（Dumaguete）。面積5,402.3km2、人口1,432,990人（2020年国勢調査）。

## 地理
東部にタノン海峡を挟んでセブ島（セブ州）があり、ネグロス島の西半分は西ネグロス州と接している。南には、海を挟んでサンボアンガ半島地方のサンボアンガ・デル・ノルテ州がある。
かつては中部ビサヤ地方（Central Visayas, Region VII）に属していたが、2024年6月以降はネグロス島地方に属している。